# Petit lac Arikici
Petit lac Arikici är en sjö i Kanada.   Den ligger i regionen Mauricie och provinsen Québec, i den sydöstra delen av landet, 280 km nordost om huvudstaden Ottawa. Petit lac Arikici ligger 409 meter över havet. Den ligger vid sjön Lac Touridi.
I omgivningarna runt Petit lac Arikici växer i huvudsak blandskog. Trakten runt Petit lac Arikici är nära nog obefolkad, med mindre än två invånare per kvadratkilometer.